# ボクサー級強襲揚陸艦
ボクサー級強襲揚陸艦（ボクサーきゅうきょうしゅうようりくかん、英語: Boxer-class amphibious assault ships）は、アメリカ海軍が運用していた強襲揚陸艦（ヘリコプター揚陸艦）の艦級。エセックス級航空母艦の長船体型3隻に所定の改装を施して艦種変更したものである。

## 概要
アメリカ海軍では、ミッドウェイ級やフォレスタル級など第二次世界大戦後に就役を開始した大型空母の増勢と、従来対潜戦を担当していた軽空母（CVL）や護衛空母（CVE）では新型のS2F艦上哨戒機に対応困難となっている情勢を受けて、従来正規空母として扱われていたエセックス級の一部について、1953年以降対潜空母（CVS）として種別変更していた。しかしその後、艦上機のジェット化が更に進展すると、SCB-125改修でアングルド・デッキを装備した艦でなければCVSとしての任を果たせなくなっていった。このことから、従来通りのアクシアル・デッキの艦の新たな用途として注目されたのが、海兵隊の水陸両用作戦を支援するためのヘリコプター揚陸艦任務であった。
まず1959年1月30日付で「ボクサー（CVS-21）」が艦種変更されてLPH-4となり、同年3月には「プリンストン（CVS-37）」がLPH-5に、「ヴァリー・フォージ（CVS-45）」がLPH-8となった。なお、「レイク・シャンプレイン（CVS-39）」もLPH化が検討されていたが、これはキャンセルされた。

## 改装
艦種変更に伴って施された改装は下記のとおりである。
- 固定翼機の発着艦装置の撤去
- 主ボイラー・主機関の半減
- 5インチ砲の削減（LPH-4では連装砲×4基、LPH-5・8では連装砲×2基＋単装砲×2基）、機銃の全廃
- 海兵隊収容施設の設置（LPH-4では1,300名、LPH-5・8では1,800名）および資材2,000t収容スペースの確保

さらに前部エレベーターを潰して格納庫前半を2層に分け、資材・兵員用スペースを増設する改修も検討されたが、既に艦齢を重ねた艦であることから、これは断念された。
艦載ヘリコプターは、当時の海兵隊の主力輸送ヘリコプターであるHUS-1（後にCH-46により更新）が想定され、格納庫内に10機、飛行甲板（ヘリコプター甲板）上に20機が搭載された。また1961年から1964年にかけてFRAM-II改修を受けている。

## 運用
1965年、「ボクサー」はアメリカ軍によるドミニカ共和国占領に伴いドミニカ沖に展開し、実際にヘリボーンを実施している。しかし本級は、元来が航空母艦であったこともあり、ヘリコプターの搭載・運用には十分であったが、兵員・貨物の収容の効率・費用対効果に難があると判断された。
上述の通り4隻目のLPH化は見送られ、新造のイオー・ジマ級の増勢に伴って、LPH化された3隻についても艦種変更から10年前後の1969年から1970年にかけて除籍されて、運用を終了した。

## 同型艦
| #     | 艦名                                      | 竣工            | 艦種変更     | 除籍           |
| ----- | ----------------------------------------- | --------------- | ------------ | -------------- |
| LPH-4 | ボクサー USS Boxer                        | 1945年 4月16日  | 1959年 1月   | 1969年 12月1日 |
| LPH-5 | プリンストン USS Princeton                | 1945年 11月18日 | 1959年 3月   | 1970年 1月30日 |
| LPH-8 | ヴァリー・フォージ USS Valley Forge       | 1946年 11月3日  | 1961年 11月  | 1970年 1月30日 |
|       | レイク・シャンプレイン USS Lake Champlain | 1945年 6月3日   | 改装計画中止 | 改装計画中止   |